# Favara, Agrigento
Favara är en ort och kommun i kommunala konsortiet Agrigento, innan 2015 provinsen Agrigento, i regionen Sicilien i sydvästra Italien. Kommunen hade 32 299 invånare (2017).